# Bangkok Glass Volleyball Club 2015-2016
Questa voce raccoglie le informazioni riguardanti il Bangkok Glass Volleyball Club nelle competizioni ufficiali della stagione 2015-2016.

## Organigramma societario
Area direttiva
- Presidente: Kittisak Jirapasuksakul

Area tecnica
- Allenatore: Kittipong Pornchartyingcheep

## Rosa
| N° | Nome                  | Ruolo | Data di nascita   | Nazionalità sportiva |
| -- | --------------------- | ----- | ----------------- | -------------------- |
| 1  | Maliwan Prabnarong    | S/O   | 27 agosto 1990    | Thailandia           |
| 3  | Sutadta Chuewulim     | S     | 19 dicembre 1992  | Thailandia           |
| 4  | Wiravan Sattayanuchit | S     | 7 aprile 1993     | Thailandia           |
| 5  | Pleumjit Thinkaow     | C     | 9 novembre 1983   | Thailandia           |
| 8  | Pimpila Muekkhuntod   | S     | 20 settembre 1996 | Thailandia           |
| 9  | Jarasporn Bundasak    | C     | 1º marzo 1993     | Thailandia           |
| 10 | Jutarat Montripila    | S     | 2 ottobre 1986    | Thailandia           |
| 11 | Pornpun Guedpard      | P     | 5 maggio 1993     | Thailandia           |
| 12 | Karina Krause         | C     | 11 febbraio 1989  | Thailandia           |
| 13 | Witita Balee          | P     | 27 marzo 1991     | Thailandia           |
| 14 | Rasamee Supamool      | S/O   | 10 gennaio 1992   | Thailandia           |
| 15 | Tikamporn Changkeaw   | L     | 12 dicembre 1984  | Thailandia           |
| 17 | Wanida Kotruang       | S     | 29 giugno 1990    | Thailandia           |
| 18 | Anongporn Promrat     | C     | 2 marzo 1992      | Thailandia           |
| 19 | Pattrathip Santrakoon | P     | 17 giugno 1996    | Thailandia           |
| 20 | Nguyễn Thị Ngọc Hoa   | C     | 10 novembre 1987  | Filippine            |
| 21 | Wilavan Apinyapong    | S     | 6 giugno 1984     | Thailandia           |